# Atherina lopeziana
Atherina lopeziana és una espècie de peix pertanyent a la família dels aterínids.

## Descripció
- Pot arribar a fer 8 cm de llargària màxima.[5][6]

## Hàbitat
És un peix d'aigua marina, pelàgic-nerític i de clima tropical, el qual viu a les aigües costaneres del litoral.

## Distribució geogràfica
Es troba a l'Atlàntic oriental: des del golf de Guinea fins a la badia de Biafra, incloent-hi Cap Verd.

## Observacions
És inofensiu per als humans.